# Mjenica
Mjenica je vrijednosni papir (isprava) na određeni iznos novca koji svom imatelju daje pravo da taj iznos naplati od osobe koja je u njoj naznačena kao dužnik. 
Mjenica je jednostrani pravni posao u kojem njen izdavatelj (trasant) daje nalog drugoj osobi (trasatu) da korisniku mjenice (remitentu) isplati određeni iznos novca ili se njime obvezuje da će sam ispuniti tu isplatu
Bitni sastojci mjenice su:
1. oznaku da je mjenica, napisanu u samom slogu isprave, na jeziku na kome je sastavljena,
2. bezuvjetni uput da se plati određena svota novca,
3. ime onoga koji treba platiti (trasat),
4. označenje dospjelosti,
5. mjesto gdje se plaćanje treba obaviti,
6. ime onoga kome se ili po čijoj se naredbi mora platiti (remitent),
7. označenje dana i mjesta izdanja mjenice,
8. potpis onoga koji je izdao mjenicu (trasant).

## Zakonske presumpcije
Trasirana mjenica u kojoj nije označena dospjelost, smatra se kao mjenica po viđenju. 
Ako nije naročito određeno, vrijedi kao mjesto plaćanja, a ujedno i kao mjesto trasatovog prebivanja, ono mjesto koje je naznačeno pored trasatovog imena. 
Trasirana mjenica na kojoj nije naznačeno mjesto izdanja, smatra se da je izdana u mjestu koje je označeno pored trasantovog potpisa. 

## Vrste mjenica
Trasirana mjenica može glasiti po naredbi samoga trasanta. 
Ona se može vući (trasirati) i na trasanta. 
Ona se može izdati (trasirati) za račun treće osobe. 
Domicilirana trasirana mjenica: trasirana mjenica može biti plativa u mjestu prebivališta treće osobe, bilo u mjestu u kome trasat prebiva, bilo u kojem drugom mjestu (domicilirana trasirana mjenica)

## Kamate
U trasiranoj mjenici plativoj po viđenju (to je mjenica koja dospijeva kad ju imatelj podnese (prezentira) trasatu na isplatu) ili na određeno vrijeme po videnju (to je mjenica koja je plativa po proteku određenog roka računajući od dana podnošenja na akcept trasatu), trasant može odrediti da svota u njoj označena, nosi kamate. 
U svakoj drugoj trasiranoj mjenici ova odredba o kamatama smatra se kao da nije napisana. Kamatna stopa mora se naznačiti u mjenici; ako se to ne učini, odredba o kamatama smatra se kao da nije napisana. 
Kamate teku od dana izdanja mjenice, ako nije drukčije označeno. 

## Mjenična svota
Ako je mjenična svota napisana slovima i brojevima, u slučaju neslaganja, vrijedi svota napisana slovima. Ako je mjenična svota napisana više puta slovima. ili više puta brojevima, onda vrijedi najmanja svota.

## Lažni i neobvezujući potpisi
Iako se na mjenici nalaze potpisi osoba koje su nesposobne da se mjenično obvežu, ili lažni potpisi ili potpisi izmišljenih osoba ili potpisi koji iz bilo kojeg drugog razloga ne obvezuju osobe koje su potpisale mjenicu, ili u ime kojih je ona potpisana, ipak su obveze ostalih potpisnika pravovaljane. 

## Falsus procurator (lažni zastupnik)
Tko se na mjenici potpiše kao zastupnik drugoga, iako za to nije bio ovlašten, osobno je po njoj obvezan, a ako je platio, ima ista prava koja bi imao tobože zastupani. Isto vrijedi i za zastupnika koji je prekoračio svoje ovlaštenje. 

## Odgovornost trasanta
Trasant odgovara da će mjenica biti akceptirana i isplaćena. On sebe može osloboditi odgovornosti za akcept, a svaka odredba kojom bi sebe oslobađao odgovornosti za isplatu smatra se kao da nije ni napisana. 

## Prijenos mjenice
Svaka mjenica i onda kad nije izričito trasirana po naredbi, može se prenijeti indosamentom. 
Mjenica u koju je trasant stavio riječ „ne po naredbi“ ili drugi izraz, koji znači to isto, može se prenijeti samo u obliku i s učinkom običnog ustupa (cesije). 
Mjenica se može indosirati i na samog trasata, bilo da ju je on akceptirao ili ne, na trasanta ili bilo na kojeg drugog obveznika. Oni je mogu dalje indosirati. 
Indosament mora biti bezuvjetan. Tako da svaki uvjet koji bi bio stavljen smatra se kao da nije napisan. Djelomičan indosament je ništav. Dok indosament na donositelja vrijedi kao bjanko indosament. 
Puni indosament:
1. odredba o prijenosu papira
2. ime osobe na koju se papir prenosi – indosatar
3. potpis indosanta

Indosament mora se napisati na mjenici ili na listu koji je za nju vezan (alonž-poseban list koji se veže za mjenicu ako na njoj nema mjesta) i mora ga indosant potpisati. 
Indosament se obično obavlja na samom vrijednosnom papiru i to na poleđini, ali vrijedi ako je napisan i potpisan na prednjoj strani.
Indosament ne mora označivati korisnika, a može se sastojati i iz samog potpisa indosanta (bjanko indosament). U ovom posljednjem slučaju indosament, da bi bio pravovaljan, mora biti napisan na poleđini mjenice ili na alonžu. 
Indosament na donositelja – indosant ne naznačuje ime indosatara niti ostavlja prazan prostor da se upiše, nego iznad svog potpisa stavlja riječ „donositelju“.
Indosiranje nakon dospjelosti proizvodi isti učinak kao i indosiranje prije dospjelosti. Ali indosiranje nakon protesta zbog neisplate ili nakon proteka roka određenog za podizanje takvog protesta proizvodi samo učinak običnog ustupa. 
Nedatirani indosament smatra se da je učinjen prije proteka roka određenog za dizanje protesta, dok se ne dokaže protivno.
Prejudicirana mjenica – mjenica koja nije podnesena na akcept ili nije podignut protest; kad mjenica postane prejudicirana znači da se gube mjenična prava prema trasatu i indosantima.
Indosamentom se prenose sva prava koja proistječu iz mjenice. Kada je indosament neispunjen (bjanko), onda imatelj mjenice može: 
1. ispuniti bjanko indosament bilo svojim imenom bilo imenom druge osobe,
2. dalje indosirati mjenicu bjanko ili na ime druge osobe,
3. jednostavno predati mjenicu trećoj osobi, ne ispunjujući bjanko indosament niti stavljajući nov indosament.

## Napomena koja znači nalog
Kad indosament sadrži napomenu "vrijednost za naplatu", "za inkaso", "kao punomoć" ili ma kakvu drugu napomenu koja znači nalog, imatelj mjenice može obavljati sva prava koja iz nje proistječu, ali mjenicu može indosirati samo kao prijenos punomoći. 
Nalog sadržan u indosamentu (indosament - punomoć) ne prestaje zbog smrti nalogodavca niti zbog nastupanja njegove poslovne nesposobnosti. 

## Napomena koja znači zalaganje
Kad indosament sadrži napomenu "vrijednost za osiguranje", "vrijednost za zalog" ili ma kakvu drugu napomenu pod kojom se razumijeva zalaganje, imatelj mjenice može obavljati sva prava koja iz nje proistječu ali mjenicu može indosirati samo kao prijenos punomoći.

## Odgovornost indosanta
Indosant odgovara da će mjenica biti akceptirana i isplaćena, osim ako je u indosamentu drukčije određeno. On može zabraniti da se mjenica dalje indosira u tom slučaju ne odgovara osobama na koje bude mjenica kasnije indosirana. 

## Legitimacija imatelja mjenice
Onaj tko drži mjenicu smatra se za njenog zakonitog imatelja, ako svoje pravo dokaže neprekinutim nizom indosamenata. To vrijedi i kad je posljednji indosament bjanko. Precrtani indosamenti smatraju se da ne postoje. Kad iza bjanko indosamenta dolazi drugi indosament smatra se da je potpisnik tog drugog indosamenta stekao mjenicu bjanko indosamentom.

## Prigovori dužnika
Dužnik ne može isticati prigovore protiv novog vjerovnika (imatelja) koje je imao prema prijašnjim vjerovnicima (trasantu odnosno indosantu).

## Akceptiranje – rok i mjesto
Imatelj trasirane mjenice, kao i onaj koji je samo drži može je sve do dospjelosti podnijeti akceptiranje trasatu u mjestu njegovog prebivanja.

## Određivanje akceptiranja mjenice
Do akceptiranja mjenice, trasant se smatra glavnim dužnikom.
U svakoj trasiranoj mjenici trasant može odrediti da se ona podnese na akceptiranje naznačujući ili ne naznačujući za to rok. 
Trasant može i zabraniti da se mjenica podnese na akceptiranje, osim kad je u pitanju:
1. domicilirana trasirana mjenica, i
2. trasirana mjenica na određeno vrijeme po viđenju.

Trasant može isto tako odrediti da se mjenica ne podnosi na akceptiranje prije određenog vremena. I svaki indosant može udrediti da se trasirana mjenica podnese na akceptiranje, naznačujući ili ne naznačujući za to rok, osim kad je trasant u njoj zabranio da se ona podnosi na akceptiranje. 

## Akceptiranje mjenice trasirane na određeno vrijeme po viđenju
Mjenica trasirana na određeno vrijeme po viđenju može se podnijeti na akceptiranje u roku od jedne godine od dana izdanja. Trasant može taj rok skratiti ili odrediti duži, dok indosanti mogu te rokove samo skratiti.

## Podnošenje na akceptiranje
Trasat može zahtijevati da mu se mjenica podnese još jedanput sutradan nakon prvog podnošenja na akceptiranje što znači da može tražiti tzv. deliberacijski rok (rok za razmišljanje) odnosno da mu se mjenica podnese dan nakon prezentacije. Zainteresirane osobe mogu se pozvati na to da ovaj zahtjev nije ispunjen samo onda kad je taj zahtjev zabilježen u protestu. Imatelj mjenice nije dužan da mjenicu koju podnose na akceptiranje ostavi kod trasata.

## Označavanje akcepta i datiranje
Akcept se piše na samoj mjenici. Izražava se riječju "priznajem", "primljena", "prihvaćena" ili kojom drugom riječju koja to isto znači; akcept potpisuje trasat. Kao akcept vrijedi i sam trasatov potpis kad je stavljen na licu mjenice. 
Kad je trasirana mjenica plativa na određeno vrijeme po viđenju, ili kad se na temelju naročite odredbe treba podnijeti na akceptiranje u određenom roku, onda akcept mora biti datiran danom kojeg je dan. Ako se akcept ne datira, imatelj mjenice da bi održao svoja regresna prava protiv indosanta. mora taj propust ustanoviti pravodobno podignutim protestom. 

## Sadržaj akcepta
Akcept mora biti bezuvjetan, ali ga trasat može ograničiti na jedan dio mjenične svote.

## Akceptiranje domicilirane mjenice i platište
Kad je u mjenici trasant kao mjesto plaćanja označio neko mjesto različito od onoga u kome trasat prebiva, ne imenujući osobu kod koje treba da se izvrši isplata (domicilijat), onda trasat prilikom akceptiranja može označiti tu osobu. Kad se to ne učini, smatra se da se akceptant obvezao da sam plati u mjestu plaćanja. 
Ako je mjenica plativa u mjestu trasatovog prebivanja, ovaj može prilikom akceptiranja označiti adresu u tom mjestu, gdje se isplata ima obaviti (platište).

## Obveza akceptanta i tužba
Akceptom se trasat obvezuje da mjenicu plati o dospjelosti. Ako mjenica ne bude plaćena, njen imatelj, pa bio to i sam trasant, ima na temelju nje pravo na neposrednu tužbu protiv akceptanta.

## Odbijanje akceptiranja
Smatra se da je trasat odbio akceptiranje mjenice ako je napisani akcept precrtao prije nego što je mjenicu vratio. Dok se ne dokaže protivno, smatra se da je akcpet precrtan prije nego što je mjenica vraćena. Ali, ako je trasat pismeno izvijestio imatelja mjenice ili kojeg potpisnika da je mjenicu akceptirao, on je prema njima obvezan po sadržaju danog akcepta. 

## Pojam avala
Isplata mjenice može se za cijelu mjeničnu svotu ili za izvjestan njen dio osigurati avalom (mjeničnim jamstvom). To osiguranje može dati treća osoba ili čak i netko od potpisnika mjenice. 

## Davanje avala
Aval se daje na mjenici ili na alonžu i potpisuje ga avalist. Aval se izražava riječima "per aval", "kao jamac",kao poruk" ili ma kojim drugim izrazom koji to isto znači.Za davanje avala dovoljan je potpis na licu mjenice, osim ako je u pitanju potpis trasata ili trasanta. Iz avala treba biti vidljivo za koga je dan. Ako se to ne vidi, vrijedi kao da je dan za trasanta.

## Odgovornost avaliste
Avalist odgovara onako kako odgovara onaj za koga jamči, i to solidarno s njim. Njegova obveza vrijedi i onda ako je obveza za koju jamči ništavna iz bilo kojeg drugog razloga, osim zbog formalnog nedostatka. 
Kad isplati mjenicu, avalist stječe pravo iz mjenice protiv onoga za koga je inače jamčio, kao i protiv onih koji su ovome po mjenici odgovorni (pravo na regres).

## Vrste dospjelosti
Mjenica se može izdati 
- po viđenju,
- na određeno vrijeme po viđenju,
- na određeno vrijeme od dana izdanja,
- na određeni dan.

## Mjenica po viđenju
To je mjenica na kojoj je način dospijeća mjenčne obveze označen riječima «po viđenju», što znači da mjenična obveza dospijeva onda kad je mjenični ovlaštenik podnese na plaćanje (i to u roku od 1godine od dana izdanja). Trasant može ovaj rok skratiti ili odrediti duži, dok ga indosanti mogu skratiti. 
Trasant može odrediti da mjenica plativa po viđenju ne smije biti podnesena na isplatu prije naznačenog vremena. U takvom slučaju rok za podnošenje počinje teći od toga vremena. 

## Mjenica na određeno vrijeme po viđenju
Dospjelost mjenice na određeno vrijeme po viđenju izračunava se bilo prema danu akcepta, bilo prema danu protesta zbog neakceptiranja.

## Mjenica na određeno vrijeme od dana izdanja
To je mjenica na kojoj je dospijeća mjenične tražbine određeno naznačivanjem dužine vremena čijim istekom dospijeva mjenična obveza. 
To razdoblje počinje teći na dan izdavanja mjenice, a može se naznačiti u danima, mjesecima ili izrazima kao «početak mjeseca», «sredina mjeseca», «konac mjeseca». 
Ako je dospjelost određena za početak, za polovinu (sredinom siječnja, sredinom veljače itd.) ili za konac mjeseca, onda se pod tim izrazima razumijevaju prvi, petnaesti ili posljednji dan mjeseca. Izraz "pola mjeseca" znači rok od petnaest dana.
Mjenica koja glasi na jedan ili više mjeseci dospijeva istog dana u mjesecu kao sto je dan izdanja. 

## Mjenica na određeni dan (a dato)
To je mjenica na kojoj je dospijeće mjenične obveze određeno naznačivanjem točno određenog dana ili datuma. 
Kad je mjenica plativa na određeni dan u takvom mjestu u kome ne vrijedi isti kalendar koji vrijedi u mjestu izdanja, onda se smatra da je dan dospjelosti određen po kalendaru koji vrijedi u mjestu plaćanja. 
Kad se mjenica plativa na određeno vrijeme od dana izdanja, trasira iz jednog mjesta na neko drugo mjesto i kad u tim mjestima ne vrijede isti kalendari, onda se dan izdanja dovodi na dan koji mu odgovara u kalendaru koji vrijedi u mjestu plaćanja, pa se prema tome određuje dospjelost. 

## Plaćanje
Mjenica plativa na određeni dan ili na određeno vrijeme, nakon dana izdavanja ili viđenja, mora se podnijeti na isplatu bilo na sam dan plaćanja, bilo jednog od dva radna dana koji dolaze odmah za njim. Kad se mjenica podnese nekom obračunskom zavodu, smatra se da je podnesena na isplatu. 

## Potvrda o plaćanju i priznanica
Prilikom plaćanja mjenice, trasat može zahtijevati da mu je imatelj preda s potvrdom na mjenici da je isplaćena. 
Imatelj mjenice ne može odbiti djelomičnu isplatu. U slučaju djelomične isplate trasat može zahtijevati da se ova isplata zabilježi na mjenici i da mu se uz to izda priznanica. 

## Plaćanje prije dospjelosti
Imatelj mjenice ne može se prisiliti da primi isplatu prije dospjelosti mjenice. Trasat koji plaća mjenicu prije dospjelosti čini to na svoju opasnost i štetu. Tko plati mjenicu o dospjelosti, pravovaljano je oslobođen obveze osim ako je to učinio iz zle namjere ili velike nemarnosti. On je dužan da ispita pravilnost niza indosamenata, ali ne i istinitost potpisa indosanata. 

## Novac koji nije u tečaju u mjestu plaćanja
Kad je mjenica plativa u novcu koji nije u tečaju u mjestu plaćanja, mjenična svota može se platiti novcem koji je tu u tečaju, a po vrijednosti koju ima na dan dospjelosti Ako je dužnik u zakašnjenju, imatelj mjenice može, po svom izboru, tražiti da se mjenična svota isplati domaćim novcem po tečaju koji vrijedi bilo na dan dospjelosti, bilo na dan isplate.

## Zakašnjenje ovlaštenika
Ako se mjenica ne podnese na isplatu na sam dan plaćanja ili jednog od dva radna dana koji dolaze odmah za njim, svaki dužnik je ovlašten da mjeničnu svotu položi u mjestu plaćanja kod prvostupanjskog redovnog suda, a ako ovoga nema kod nadležnog tijela državne uprave u općini, na trošak, opasnost i štetu imatelja mjenice.

## Regresni obveznici mjenice
To su potpisnici mjenice tj. trasant, remitent koji je mjenicu indosirao i svi ostali indosanti i avalisti.

## Vrste regresa
Imatelj mjenice može ostvariti regres protiv indosanata, trasanta i ostalih obveznika: 
- o dospjelosti:

ako mjenica nije plaćena u cijelosti ili djelomično; 
- i prije dospjelosti:

1. ako je akceptiranje odbijeno, bilo potpuno bilo djelomično,
2. ako je prije ili poslije akceptiranja otvoren stečaj odnosno likvidacija nad imovinom trasata, ili ako on obustavi plaćanja, makar ta obustava ne bi bila utvrđena sudskom odlukom, ili ako je izvršenje nad njegovom imovinom ostalo bezuspješno;
3. ako je otvoren stečaj odnosno likvidacija nad imovinom trasanta mjenice koja se ne smije podnijeti na akceptiranje.

## Rokovi za protest i regres
Djelomično ili potpuno odbijanje akceptiranja kao i djelomično ili potpuno odbijanje isplate mora se utvrditi javnom ispravom (protest zbog neakceptiranja ili zbog neisplate). 
Protest zbog neakceptiranja mora se podići u rokovima određenim za donošenje na akceptiranje Ako je mjenica bila podnesena prvi put posljednjeg dana roka, protest se može podići još i sutradan. 
Protest zbog neisplate mjenice plative na određeni dan ili na određeno vrijeme od dana izdanja ili od viđenja mora se podići jednog od dva radna dana koji dolaze odmah za danom plaćanja mjenice. 
Ako je u pitanju mjenica plativa po viđenju, onda se protest mora podići u rokovima određenim za donošenje na akceptiranje. 
Kad je podignut protest zbog neakceptiranja, onda nije potrebno mjenicu podnijeti na isplatu niti podići protest zbog neisplate. 
Ako prije ili nakon akceptiranja trasat obustavi plaćanje ili ako je izvršenje nad njegovom imovinom ostalo bezuspješno, imatelj mjenice može vršiti regres tek pošto podnese trasatu mjenicu na isplatu i pošto protest bude podignut. 
U slučaju otvaranja stečaja, odnosno likvidacije nad imovinom trasata, prije ili nakon akceptiranja, kao i u slučaju stečaja odnosno likvidacije nad imovinom trasanta mjenice koja se ne smije podnijeti na akceptiranje imatelj mjenice može ostvariti regres kad podnese potvrdu suda da je otvoren stečaj odnosno podnijeta prijava o pokretanju postupka likvidacije. 

## Notifikacija (obavijest)
Notifikacija se obavlja preporučenim pismom ili vraćanjem mjenice.
O odbijanju akceptiranja ili isplate imatelj mjenice mora obavijestiti svog indosanta i trasanta u roku od četiri radna dana nakon dana proteste, ili nakon dana podnošenja mjenice ako u ovoj postoji odredba "bez troškova". 
Svaki indosant mora u roku od dva rada dana nakon dana primljene obavijesti priopćiti obavijest indosantu koji mu prethodi, naznačujući imena i adrese onih koji su dali prijašnje obavijesti i tako redom sve do trasanta. 
Tko daje obavijest dužan je dokazati da je to učinio u propisanom roku. Smatra se da je pravodobno postupljeno i kad je pismo kojim se obavijest daje predano pošti u propisanom roku. Tko ne da obavijest u propisanom roku, ne gubi zbog toga svoja mjenična prava, ali za štetu koja nastane zbog njegovog propuštanja, on odgovara do visine mjenične svote. 

## Oznaka «bez protesta»
Trasant, indosant, ili avalista može odredbom bez troškova", "bez protesta" ili ma kakvom drugom odgovarajućom odredbom, napisanom i potpisanom na mjenici, osloboditi njenog imatelja od obveze da radi ostvarenja regresa podiže protest zbog neakceptiranja ili neisplate. 
Odredba koju je trasant napisao djeluje prema svim potpisnicima; ona koju je napisao indosant ili avalista djeluje samo prema onome koji ju je stavio.

## Solidarni dužnici
Svi oni koji su mjenicu trasirali, akceptirali, indosirali ili avalirali odgovaraju solidarno imatelju mjenice. 
Imatelj mjenice ima pravo postupiti protiv svih tih osoba bilo pojedinačno, bilo protiv više njih, bilo protiv svih zajedno; pri tom nije dužan da se drži reda kojim su se oni obvezali. Isto pravo pripada svakom potpisniku mjenice koji ju je iskupio. Postavljanje zahtjeva protiv jednog od obveznika ne sprječava da se postupi protiv ostalih, makar oni dolazili iza onog protiv kojeg je prvo postupljeno. 

## Regresna isplata i imatelj mjenice
Imatelj mjenice može zahtijevati od onoga protiv kojeg ostvaruje regres: 
1. iznos za koji mjenica nije akceptirana ili isplaćena kao i kamate ako su bile u mjenici određene,
2. zateznu kamatu obračunatu u skladu s propisom kojim se uređuje visina stope zatezne kamate,
3. troškove protesta, poslanih izvještaja, kao i ostale troškove.

## Regresna isplata i iskupitelj mjenice
Tko je iskupio mjenicu, može zahtijevati od onih koji njemu odgovaraju : 
1. cjelokupnu svotu koju je isplatio,
2. kamatu u visini eskontne stope koju utvrđuje Hrvatska narodna banka na tu svotu, računajući od dana kad se iskupljena svota mjenice isplatila,
3. troškove koje je imao.

## Pravo regresnog obveznika
Svaki obveznik, protiv kojeg se ostvaruje ili protiv kojega se može ostvarivati regres, ovlašten je, kada isplati regresnu svotu, zahtijevati da mu se preda mjenica zajedno s protestom i računom na kome je potvrđena isplata. Svaki indosant koji je iskupio mjenicu može precrtati svoj indosament i indosamente indosanata koji iza njega dolaze. 
Kad se ostvaruje regres zbog djelomičnog akceptiranja, onda onaj koji je isplatio dio svote za koji mjenica nije bila akceptirana, može zahtijevati da se ta isplata zabilježi na mjenici i da mu se o tome izda priznanica. Imatelj mjenice dužan je, osim toga. da mu izda prijepis mjenice, s potvrdom da je vjeran originalu, kao i protest radi ostvarenja daljnjeg regresa.

## Povratna mjenica
Ona znači da svatko tko ima pravo na regres, može to pravo ostvarivati trasiranjem nove mjenice po viđenju na svog regresnog dužnika, plative u mjestu (njegova) prebivanja regresnog dužnika.

## Prekluzija prava imatelja mjenice
Prekluzija je gubitak subjektivnog prava nepoduzimanjem određenih radnji za njegovo ostvarenje unutar zakonom predviđenog roka.
S protekom rokova: 
- za podnošenje mjenica po viđenju ili na određeno vrijeme po viđenju,
- za podizanje protesta zbog neakceptiranja ili zbog neisplate,
- za podnošenje na isplatu mjenice koja sadrži odredbu "bez troškova",

imatelj mjenice gubi svoja prava protiv indosanata. protiv trasanta i protiv ostalih obveznika izuzev akceptanta. 
Ako se mjenica ne podnese na akceptiranje u roku koji je trasant odredio, imatelj mjenice gubi pravo na regres i zbog neisplate i zbog neakceptiranja, osim ako iz sadržaja odredbe ne proizlazi da se trasant samo htio osloboditi odgovornosti za akceptiranje. 

## Produživanje rokova
Kad se u predviđenim rokovima mjenica ne može podnijeti ili protest podignuti zbog nesavladive prepreke (zakonski propisi neke države ili koji drugi slučaj više sile), onda se ti rokovi produžuju. 
Ako viša sila traje duže od trideset dana nakon dospjelosti, za ostvarenje regresa nije potrebno ni podnošenje ni protestiranje mjenice.

## Mjenična intervencija
To je pojam mjeničnog prava koji se rabi za akceptiranje ili isplatu mjenice u korist određenog regresnog obveznika u trenutku nastupa razloga za pokretanje regresnog postupka. Time se izbjegava regres za koji su ispunjene zakonom predviđene pretpostavke.
Može biti pozivna intervencija ili spontana intervencija.
Trasant, indosant ili avalista mogu u mjenici naznačiti osobu koja će po potrebi akceptirati ili platiti (intervenijent). Intervenijent može mjenicu, pod određenim uvjetima, akceptirati ili platiti za ma koga obveznika protiv koga se može ostvariti regres. Intervenijent može biti treća osoba, pa i trasat ili ma tko od obvezanih po mjenici, ali ne može biti akceptant.

## Akceptiranje intervencijom, kako se bilježi i odgovornost intervenijenta
Akceptiranje intervencijom može se obavljati kad god je prije dospjelosti mjenice njen imatelj ovlašten na regres po mjenici koja se može podnijeti na akceptiranje.
Akcept intervencijom bilježi se na mjenici, njega potpisuje intervenijent. U njemu se naznačuje za koga je dan; ako se to ne naznači, smatra se da je dan za trasanta.
Akceptiranjem mjenice intervenijent postaje mjenični dužnik i odgovoran je imatelju mjenice i sljednicima onoga za koga je intervenirao, onako kako taj dužnik odgovara.

## Isplata intervencijom, potvrda isplate i prava intervenijent-platca
Isplata intervencijom može se obavljati u svim slučajevima u kojima je, bilo o dospjelosti, bilo prije dospjelosti, imatelj mjenice stekao pravo na regres. 
Isplata intervencijm obuhvaća cjelokupnu svotu koju bi inače imao namiriti onaj za koga se intervenira. 
Isplatom mjenice intervenijent-platac stječe pravo regresa prema onome za koga je intervenirao i prema njegovim prednicima.
Isplata intervencijom mora se potvrditi izjavom o namirenju stavljenom na mjenici s naznakom onoga za koga je plaćeno. Ako se ta osoba ne naznači, smatra se da je plaćeno za trasanta. Mjenica i protest, ako je podignut, predaju se intervenijentu-platcu. 
Intervenijent-platac stječe prava koja proizlaze iz mjenice protiv onoga za koga je platio i protiv onih koji su ovome po mjenici obvezni. Ali on ne može mjenicu dalje indosirati. 

## Umnožavanje mjenice
Trasirana mjenica može se izdati na dva ili više istovjetnih primjeraka. Ovi primjerci moraju biti u svom slogu označeni tekućim brojem, i ako se to ne učini, svaki primjerak smatra se kao posebna mjenica. Svaki imatelj mjenice u kojoj nije naznačeno da je vučena samo u jednom primjerku, može tražiti da mu se o njegovom trošku izda još jedna ili više primjeraka.
Solo-klauzula – ako trasant želi izdati mjenicu samo u jednom primjerku tj. zabraniti njeno umnožavanje, unijet će u tekst mjenice tzv. solo-klauzulu riječima «platite za ovu sola tj. jednu mjenicu…»
Isplata jednog od mjeničnih primjeraka oslobađa od obveze i po svim drugim primjercima. Trasant ostaje obvezan po svakom akceptiranom primjerku koji mu ne bude vraćen. Indosant koji je prenio primjerke na razne osobe. kao i svi potonji indosanti odgovorni su po svim nevraćenim primjercima koji nose njihov potpis. 

## Prijepisi mjenice
Svaki imatelj mjenice ima pravo da načini od nje prijepise. Prijepis mora sadržavati točno prepisanu izvornu mjenicu s indosamentima i svim drugim odredbama koje se na njoj nalaze. U prijepisu se mora naznačiti gdje se završava. Prijepis se može indosirati i avalirati na isti način i s istim učinkom kao i izvorna mjenica, ali ne i akceptirati. 
U prijepisu se mora označiti osoba kod koje se nalazi izvorna mjenica. Prijepis u kome to nije učinjeno nema mjenično pravne vrijednosti. 

## Preinačenje mjenice
Ako je slog neke mjenice preinačen, oni koji su mjenicu potpisali poslije tog preinačenja odgovaraju prema preinačenom slogu, a prijašnji potpisnici odgovaraju prema prvobitnom slogu. 

## Nadležno protestno tijelo
Protest se podiže kod protestnog tijela ovlaštenog zakonom koje je mjesno nadležno za osobu protiv koje se podiže protest. 

## Protestni postupak
Kada se podiže protest, protestno tijelo podnosi mjenicu onome protiv koga se protest traži i poziva ga da izvrši zahtijevanu činidbu, ako se tražena osoba ne nađe u svom poslovnom uredu, kad ga ima, odnosno u stanu kad poslovnog ureda nema, ili ako se nađe, ali joj se zahtjev ne može priopćiti ma iz kojeg uzroka, protestno tijelo nije dužno ponoviti protestni postupak

## Sadržaj protesta
Protest mora sadržavati: 
1. prijepis protestirane mjenice odnosno protestiranog mjeničnog prijepisa, kao i svih izjava odnosno napomena na njima; ako se protest podiže po mjenici izdanoj na stranom jeziku onda se mora priložiti i prijevod mjenice s ovjerovljenjem onoga koji protest podiže;
2. ime ili tvrtku osobe po čijem se zahtjevu i protiv koje se protest podiže,
3. potvrdu da tražena osoba nije izvršila činidbu koja se na temelju mjenice od njega zahtijeva ili da je protestno tijelo nije moglo naći u njezinom poslovnom uredu ili stanu, ili ako ju je i našlo, da joj iz bilo kojeg uzroka nije moglo priopćiti zahtjev,
4. mjesto, dan, mjesec, godinu i sat kad je, i lokal gdje je poduzet. ili bezuspješno pokušan protestni postupak,
5. datum protesta, broj pod kojim je zaveden u registar protesta, službeni potpis protestnog tijela kao i pečat

Onaj dio mjenice ili prijepisa koji se ne može pročitati, protestno tijelo označit će u protestu kao nečitljiv. 

## Više protesta
Kad se na temelju iste mjenice zahtijeva više činidbi ili kad se ista činidba zahtijeva od više osoba, umjesto više protesta može se podići samo jedan protest. 

## Isplata
U slučaju isplate mjeničnog duga protestno tijelo potvrđuje tu isplatu na mjenici i predaje osobi koja je izvršilu isplatu. Ako mjenični dužnik isplati jedan dio mjenične svote to će se zabilježiti na izvornoj mjenici i u protestu i o tome platcu izdati priznanica na prijepisu protestirane mjenice. 
Ako mjenični obveznik isplati mjeničnu svotu, ali odbije isplatu protestnih troškova, ova će se okolnost utvrditi protestom, a sama mjenica predati platcu. Naknada protestnih troškova traži se na temelju ovog protesta. 

## Isprava o protestu i pisana izjava
Isprava o protestu mora se bez odlaganja predati imatelju mjenice ili osobi koja je u njegovo ime podnijela mjenicu na protest. 
Ako trasant u slogu mjenice ne zahtijeva da protest bude u obliku javne isprave, protest zbog neakceptiranja ili neisplate može po pristanku imatelja mjenice biti zamijenjen pisanom izjavom na mjenici one osobe od koje je zahtijevana činidba (trasat, akceptant, domicilijat, adresat po potrebi ili intervenijent). 
Izjava ovih osoba mora biti datirana, potpisana i u protestnom roku unesena u registar protesta, o čemu protestno tijelo stavlja potvrdu na protestiranoj mjenici ili alonžu.

## Rokovi zastare
Svi mjeničnopravni zahtjevi protiv akceptanta zastaruju za tri godine, računajući od dospjelosti. 
Mjeničnopravni zahtjevi imatelja mjenice protiv indosanta i protiv trasanta zastaruju za godinu dana, računajući od dana pravodobno podignutog protesta a ako se u mjenici nalazi odredba "bez troškova" onda od dospjelosti. 
Mjeničnopravni zahtjevi indosanata jednih protiv drugih i protiv trasanta zastaruju za šest mjeseci računajući od dana kad je indosant mjenicu iskupio ili od dana kad je protiv njega kod suda postupljeno. 

## Razlog prekida zastare i rok za nastavak
Prekinuta zastara počinje ponovo teći: 
1. u slučaju podnošenja tužbe i u slučaju ostvarivanja zahtjeva u tijeku parnice, od dana posljednje parnične radnje, ako se ni u jednom ni u drugom slučaju parnica ne nastavi,
2. u slučaju prijave u stečaju odnosno likvidaciji, od dana svršetka stečajnog postupka, a u slučaju kad se u stečaju odnosno likvidaciji ospori prijavljena tražbina, od dana osporenja,
3. u slučaju pozivanja u zaštitu i priopćenja o podnesenoj tužbi, od dana kad se parnica pravomoćno završi.

Prekid i obustava zastare djeluje samo prema onome prema kome je nastao uzrok za prekid odnosno obustavu. 

## Neopravdano bogaćenje
Trasant, akceptant i indosant čije su mjenične obveze utrnule zbog zastare ili propuštanja propisanih radnji radi održavanja mjeničnih prava (prezentacija, podizanje protesta) odgovaraju imatelju mjenice ako su se na njegovu štetu neopravdano obogatili. 
Obogaćenje postoji onda ako su navedene osobe primile od imatelja mjenice određenu vrijednost ali zbog prestanka mjenične obveze (zbog navedenih razloga) nisu mu isplatile odgovarajuću protuvrijednost. 
Tužba zbog neopravdanog bogaćenja može se podignuti u roku od 3 godine od prestanka mjenične obveze.

## Pravo zaloga
Isplata mjenice može se osigurati davanjem u zalog mjeničnopravnom vjerovniku, pokretne stvari ili tražbine. 
Založno pravo imatelj mjenice steći se kad mjenični dužnik, uz pisanu izjavu o osnivanju založnog prava preda vjerovniku u zalog pokretnu stvar ili tražbinu.
Ako dužnik ne ispuni na vrijeme svoju mjeničnu obvezu imatelj mjenice se može namiriti iz zaloga ne podižući tužbu protiv zalagatelja, a jedini uvjet je da imatelj mjenice raspolaže mjenicom i ispravom o zalaganju. 
Ako je založena stvar, tada se namirenje obavlja sudskom javnom prodajom stvari, a ako je založena tražbina, imatelj se mjenice namiruje bez suda, naplatnom tražbine ili zadržanjem tražbine za sebe.

## Pravo pridržaja
Imatelj mjenice koji je stekao pravo na tužbu zbog neisplate ili pravo regresa ima pravo pridržaja (ius retentionis) nad dužnikovim pokretnim stvarima, novcem i vrijednosnim papirima koji su zakonitim putem došli u njegove ruke.
Imatelj mjenice se može namiriti iz pridržanih stvari na isti način kao kod zaloga, ali prethodno mora ishoditi sudsku odluku ili prestanak dužnika.
Imatelj mjenice mora po mogućnosti bez odlaganja obavijestiti dužnika o vršenju prava pridržaja.

## Amortizacija mjenice
Onaj kome je nestala mjenica može nadležnom sudu mjesta plaćanja predložiti da je amortizira. 
U prijedlogu se mora iznijeti glavni sadržaj nestale mjenice i učiniti vjerojatnim da je predlagatelj tu mjenicu imao ili da mu na temelju ove pripada neko pravo. Ako sud nađe da su podneseni podaci dovoljni, izdat će oglas, u kome će izložiti glavni sadržaj nestale mjenice s pozivom da je onaj kod koga se nalazi pokaže sudu u roku od 60 dana, jer će je inače sud, po proteku ovog roka, oglasiti za poništenu. Ovaj oglas objavit će se u "Narodnim novinama". 
Ako se mjenica u tijeku roka određenog u oglasu ne podnese, onda sud oglašava nestalu mjenicu za amortiziranu i o tome izvješćuje akceptanta, odnosno trasanta neakceptirane mjenice ili trasanta koji je zabranio podnošenje mjenice na akceptiranje, stavljajući mu do znanja da mjeničnu svotu može isplatiti predlagatelju amortizacije. 
Sud će o amortiziranju mjenice obavijestiti predlagatelja kao i sve u mjenici imenovane osobe. 
Na temelju amortizirane mjenice ne mogu se ostvarivati nikakva mjenična prava. Na temelju odluke o amortizaciji predlagatelj može protiv akceptanta i protiv trasanta koji je zabranio podnošenje mjenice na kaceptiranje, ostvariti svoja mjenična prava kao da ima neamortiziranu mjenicu.
Ako se u roku koji je oglasom određen, pojavi onaj kod koga se nalazi mjenica za koju je amortizacija tražena, sud će, pošto je mjenica pokazana predlagatelju i pošto sasluša zainteresirane osobe, obustaviti daljnji postupak. 

## Sukobi zakona
Sposobnost osobe da se mjenično obveže određuje zakon njezine zemlje. Ako taj zakon upućuje na zakon koje druge zemlje, onda se primjenjuje zakon te druge zemlje 
Osoba koja bi prema zakonu označenom u prednjem stavku bila mjenično-pravno nesposobna, ipak je pravovaljano obvezana, ako je potpis dala na području zemlje po čijim bi zakonima imala mjenično-pravnu sposobnost. 
Oblik primanja mjeničnih obveza određuje zakon zemlje na čijem su području te obveze primljene. 
Oblik i rokove protesta, kao i oblik ostalih radnji potrebnih za ostvarenje ili za održavanje mjeničnih prava, određuje zakon zemlje na čijem se području mora podići protest ili izvršiti radnja. 
Učinak obveza akceptanta trasirane mjenice i izdavatelja vlastite mjenice određuje zakon koji vrijedi u mjestu gdje su ove isprave plative. Učinak koji proizvode obveze ostalih mjeničnih dužnika određuje zakon zemlje na čijem su području dani potpisi kojima su te obveze primljene. 
Rokove za ostvarivanje regresnih zahtjeva određuje u pogledu svih mjeničnih potpisnika zakon mjesta u kome je mjenica izdana. Isto tako, zakon mjesta izdanja isprave određuje stječe ili imatelj mjenice tražbinu koja je dala povoda izdanju isprave. 
Pitanje može li se akcept ograničiti na jedan dio svote i je li imatelj mjenice dužan ili ne primiti djelomičnu isplatu, rješava se prema zakonu zemlje gdje je trasirana mjenica plativa. Po istom zakonu raspravlja se i pitanje djelomične isplate vlastite mjenice. 
Zakon zemlje gdje je mjenica plativa određuje mjere koje se imaju poduzimati u slučaju gubitka ili krađe mjenice. 

## Mjenična sposobnost
Mjenično se može obvezati svaka osoba koja se prema propisima građanskog ili trgovačkog zakonodavstva može ugovorom obvezivati. 
Nepismena osoba ili osoba koja ne može pisati mjenično se obvezuje kad na mjenici ili alonžu stavi rukoznak koji ovjeri javni bilježnik, štambilj, žig i pečat smatraju se kao rukoznak. Mjenična obveza može se primiti za nepismenu osobu samo na temelju punomoći koju je ona izdala i koju je javni bilježnik ovjerio. 
Potpis slijepih osoba na mjenici vrijedi bez ovjere, osim ako ovjeru zahtjeva slijepa osoba kad smatra da je to potrebno radi zaštite svojih interesa. To isto vrijedi i za punomoć izdanu radi mjeničnog zaduženja. 
Ako mjenica dospijeva na blagdan, njena se isplata može zahtijevati tek sljedećeg radnog dana. Tako isto i sve druge radnje, koje se tiču mjenice, naročito podnošenje na akceptiranje i protest, mogu se poduzeti samo radnim danom. Kad se koja od tih radnji mora obaviti u izvjesnom roku, čiji je posljednji dan blagdan, tada se taj rok produžava do prvog radnog dana koji dolazi odmah po proteku roka. Blagdanski dani u toku roka ubrajaju se pri izračunavanju roka. 
Ni u zakonske rokove ni u rokove određene u mjenici ne ubraja se dan od koga oni polaze. 
Nikakvi dani počeka, ni zakonski ni sudski, nisu dopušteni. 
Podnošenje mjenice na akceptiranje ili na isplatu i sve druge radnje koje se po ovom Zakonu imaju poduzimati radi ostvarenja ili održavanja mjeničnih prava moraju se poduzeti u poslovnom uredu i u vrijeme određeno kao poslovno od nadležnog tijela. Ako se ured ne može pronaći ili ako se iz mjenice ne vidi da tražena osoba ima poslovni ured, onda se mora tražiti u stanu. Radnja se može obaviti i izvan ureda, stana ili poslovnog vremena, ako na to pristane osoba prema kojoj se vrši.

## Nadležnost suda
Za sporove koji se pokreću na temelju tužbe imatelja mjenice protiv njenih potpisnika nadležan je i sud na čijem se području nalazi mjesto plaćanja. 

## Vlastita mjenica
To je pisana izjava volje izdavatelja kojom se obvezuje o dospjelosti isplatiti određeni iznos novca remitentu ili osobi koju on odredi svojom naredbom. Kod vlastite mjenice nema trasata, akceptanta ni regresa zbog neakceptiranja jer se trasant sam obvezuje platiti mjenični iznos.
Vlastita mjenica ima 7 bitnik sastojaka (trasirana 8 zbog trasata): 
1. oznaku da je mjenica, unesena u sam slog isprave na jeziku na kome je ona sastavljena,
2. bezuvjetno obećanje da će se određena svota novca platiti,
3. oznaku dospjelosti,
4. mjesto gdje se plaćanje treba obaviti,
5. ime onoga kome se ili po čijoj se naredbi mora platiti,
6. oznaku dana i mjesta gdje je vlastita mjenica izdana,
7. potpis onoga koji mjenicu izdaje (izdavatelj).

Sastojak o bezuvjetnom uputu mora biti formuliran kao bezuvjetno obećanje. Do podizanja protesta i regresa može doći samo zbog potpune ili djelomične neisplate. Izdavatelj vlastite mjenice je glavni dužnik, a zahtjevi prema njemu zastarijevaju u roku od 3 godine i odgovara kao akceptant trasirane mjenice. Vlastita mjenica se ne izdaje u više primjeraka (jer nema akceptiranja), a ako se i izda u više primjeraka, tada se odgovara po svakoj od njih kao zasebnoj mjenici. 
Isprava u kojoj ne bi bilo ma koje od sastojaka ne vrijedi kao vlastita mjenica, osim u slučajevima:
1. vlastita mjenica u kojoj nije označena dospjelost, smatra se kao mjenica po viđenju.
2. ako nije naročito određeno, vrijedi kao mjesto plaćanja, a ujedno i kao mjesto izdavateljevog prebivanja ono mjesto koje je naznačeno kao mjesto izdanja mjenice.
3. vlastita mjenica u kojoj nije naznačeno mjesto izdanja, smatra se da je izdana u mjestu koje je označeno uz izdavateljevo ime.

Na vlastitu mjenicu primjenjuju se na odgovarajući način odredbe Zakona o trasiranoj mjenici koji su nabrojeni taksativno u članku 111. Zakona o mjenici (NN 74/94, 92/10).
Izdavatelj vlastite mjenice odgovara onako kako odgovara akceptant trasirane mjenice. 
(Po Zakonu o mjenici (NN 74/94, 92/10))

## Vanjske poveznice
- Leksikon na Limun.hr  Arhivirana inačica izvorne stranice od 14. lipnja 2006. (Wayback Machine)
- Mjenica i zadužnica (i ostali načini podmirenja obveza u praktičnom korištenju)  Arhivirana inačica izvorne stranice od 8. listopada 2007. (Wayback Machine)
- Zakon o mjenici